# Fossombronia longiseta
Fossombronia longiseta là một loài Rêu trong họ Fossombroniaceae. Loài này được Austin mô tả khoa học đầu tiên năm 1869.